# Sistema climático

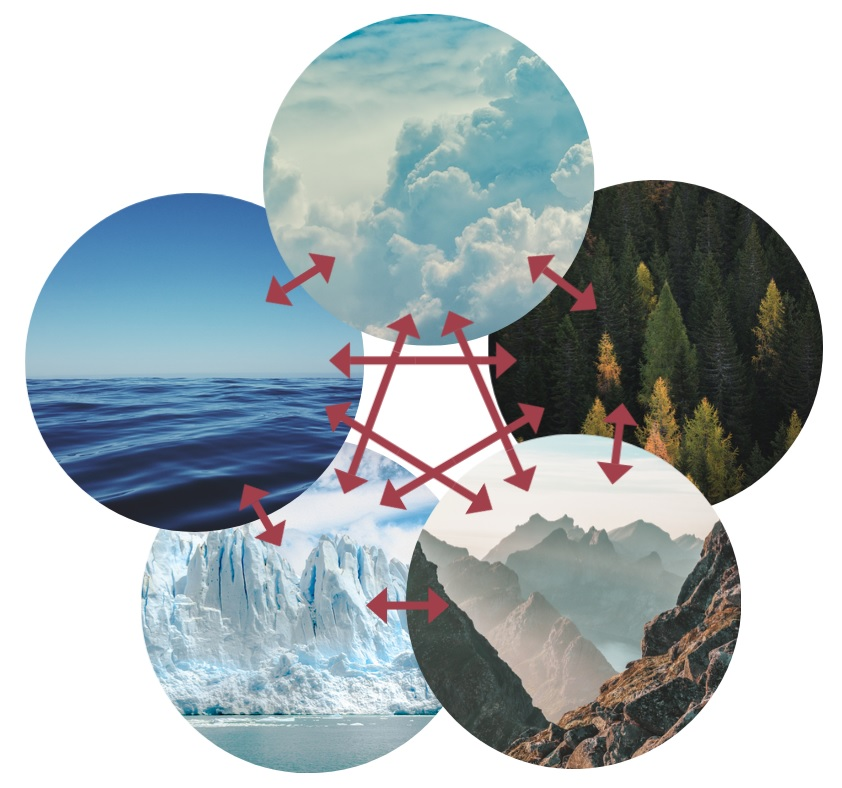
Los cinco componentes del sistema climático que interactúan entre sí para generar el clima de la Tierra.

El sistema climático es el conjunto de cinco componentes de cuya interacción genera el clima de la Tierra. Estos cinco componentes son: la atmósfera (aire), la hidrósfera (agua), la criósfera (hielo y permafrost), la litosfera (capa rocosa superior de la tierra) y la biósfera (seres vivos). Se entiende por clima al clima promedio, generalmente el observado durante un período de 30 años, y está determinado por una combinación de procesos en el sistema climático, como las corrientes oceánicas y los patrones de viento. La circulación en la atmósfera y los océanos es impulsada principalmente por la radiación solar y transporta el calor de las regiones tropicales a las regiones que reciben menos energía del sol. El ciclo del agua también mueve energía a través del sistema climático. Además, los diferentes elementos químicos, necesarios para la vida, se reciclan constantemente entre los diferentes componentes.
El sistema climático puede cambiar debido a la variabilidad interna y el forzamiento radiativo. Estos forzamientos externos pueden ser naturales, como las variaciones en la intensidad solar y las erupciones volcánicas, o causados por humanos, como en el cambio climático antropogénico. Los cambios pueden amplificarse mediante procesos de retroalimentación en los diferentes componentes del sistema climático.

## Componentes del sistema climático
La atmósfera envuelve la Tierra y se extiende a cientos de kilómetros de la superficie. Se compone principalmente de nitrógeno inerte (78%), oxígeno (21%) y argón (0,9%). Algunos gases traza en la atmósfera, como el vapor de agua y el dióxido de carbono, son los gases más importantes para el funcionamiento del sistema climático, ya que son gases de efecto invernadero que permiten que la luz visible del Sol penetre en la superficie, pero bloquean parte de la radiación infrarroja que emite la superficie de la Tierra para equilibrar la radiación solar. Esto hace que aumenten las temperaturas de la superficie. El ciclo hidrológico es el movimiento del agua a través de la atmósfera. El ciclo hidrológico no solo determina los patrones de precipitación, sino que también influye en el movimiento de energía en todo el sistema climático.
La hidrósfera propiamente dicha contiene toda el agua líquida de la Tierra, y la mayor parte está contenida en los océanos del mundo. El océano cubre el 71% de la superficie de la Tierra a una profundidad promedio de casi 4 kilómetros (2,5 mi), y puede contener sustancialmente más calor que la atmósfera. Contiene agua de mar con un contenido de sal de aproximadamente un 3,5% en promedio, pero esto varía espacialmente. El agua salobre se encuentra en los estuarios y algunos lagos, y la mayor parte del agua dulce, el 2,5% de toda el agua, se encuentra en el hielo y la nieve.
La criósfera contiene todas las partes del sistema climático donde el agua es sólida. Esto incluye el hielo marino, los glaciares, las capas de hielo, el permafrost y las capas de nieve. Debido a que hay más tierra en el hemisferio norte en comparación con el hemisferio sur, una mayor parte de ese hemisferio está cubierta de nieve. Ambos hemisferios tienen aproximadamente la misma cantidad de hielo marino. La mayor parte del agua congelada está contenida en las capas de hielo de Groenlandia y la Antártida, que tienen un promedio de 2 kilómetros (1,2 mi) de altura. Estas capas de hielo fluyen lentamente hacia sus márgenes. Además, la criósfera contribuye a la regulación del albedo, reflejando una gran parte de la radiación que recibe.
La corteza terrestre, específicamente las montañas y los valles, da forma a los patrones de viento globales: las vastas cadenas montañosas forman una barrera contra los vientos e impactan dónde y cuánto llueve. Las superficies de tierra más cercanas al océano abierto tienen un clima más moderado que las tierras más alejadas del océano. Con el fin de modelar el clima, la tierra a menudo se considera estática, ya que cambia muy lentamente en comparación con los otros elementos que componen el sistema climático. La posición de los continentes determina la geometría de los océanos y por lo tanto influye en los patrones de circulación oceánica. La ubicación de los mares es importante para controlar la transferencia de calor y humedad en todo el mundo y, por lo tanto, para determinar el clima global.
Por último, la biósfera también interactúa con el resto del sistema climático. La vegetación contribuye a regular el albedo de la tierra. La vegetación es buena para atrapar el agua, que luego es absorbida por sus raíces. Sin vegetación, esta agua se habría escurrido a los ríos u otros cuerpos de agua más cercanos. En cambio, el agua absorbida por las plantas se evapora, contribuyendo al ciclo hidrológico. La precipitación y la temperatura influyen en la distribución de diferentes zonas de vegetación. La asimilación de carbono del agua de mar (carbono azul) por el crecimiento del fitoplancton es casi tanto como las plantas terrestres de la atmósfera. Si bien los humanos son técnicamente parte de la biosfera, a menudo se los trata como componentes separados del sistema climático de la Tierra, la antroposfera, debido al gran impacto de los humanos en el planeta.

## Flujos de energía, agua y elementos

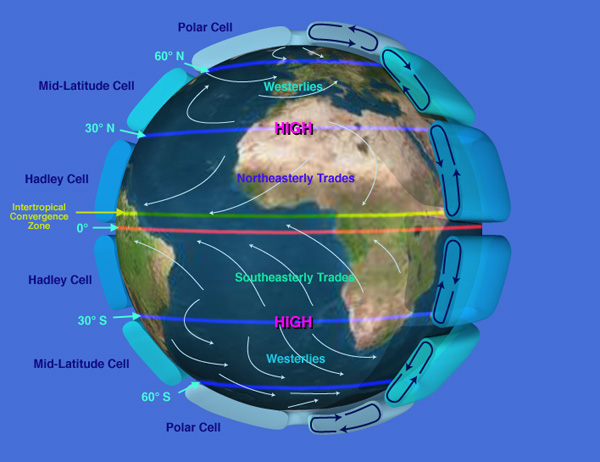
La circulación atmosférica de la Tierra es impulsada por el desequilibrio energético entre el ecuador y los polos. También está influenciado por la rotación de la Tierra alrededor de su propio eje.

### Energía y circulación general
El sistema climático recibe energía del Sol y, en mucha menor medida, del núcleo de la Tierra, así como energía de las mareas de la Luna. La Tierra emite energía al espacio exterior de dos formas: refleja directamente una parte de la radiación del Sol (albedo) y emite radiación infrarroja como radiación de cuerpo negro. El equilibrio de la energía entrante y saliente, y el paso de la energía a través del sistema climático, determina el equilibrio térmico de la Tierra. Cuando el total de energía entrante es mayor que la energía saliente, el equilibrio energético de la Tierra es positivo y el sistema climático se está calentando. Si sale más energía, el balance energético es negativo y la Tierra experimenta un enfriamiento.
Llega más energía a los trópicos que a las regiones polares y la consiguiente diferencia de temperatura impulsa la circulación global de la atmósfera y los océanos. El aire sube cuando se calienta, fluye hacia los polos y vuelve a bajar cuando se enfría, volviendo al ecuador. Debido a la conservación del momento angular, la rotación de la Tierra desvía el aire hacia la derecha en el hemisferio norte y hacia la izquierda en el hemisferio sur, formando así células atmosféricas distintas. Los monzones, cambios estacionales en el viento y las precipitaciones que ocurren principalmente en los trópicos, se forman debido al hecho de que las masas de tierra se calientan más fácilmente que el océano. La diferencia de temperatura induce una diferencia de presión entre la tierra y el océano, impulsando un viento constante.
El agua del océano que tiene más sal tiene una densidad más alta y las diferencias de densidad juegan un papel importante en la circulación del océano. La circulación termohalina transporta el calor de los trópicos a las regiones polares. La circulación oceánica se ve impulsada aún más por la interacción con el viento. El componente de sal también influye en la temperatura del punto de fusión. Los movimientos verticales pueden traer agua más fría a la superficie en un proceso llamado surgencia, que enfría el aire de arriba.

### Ciclo hidrológico
El ciclo hidrológico o ciclo del agua describe cómo se mueve constantemente entre la superficie de la Tierra y la atmósfera. Las plantas se evapotranspiran y la luz solar evapora el agua de los océanos y otros cuerpos de agua, dejando sal y otros minerales. El agua dulce evaporada luego vuelve a llover sobre la superficie. La precipitación y la evaporación no se distribuyen uniformemente en todo el mundo. Algunas regiones como los trópicos reciben más lluvia que evaporación y otras tienen más evaporación que lluvia. La evaporación del agua requiere cantidades sustanciales de energía, mientras que durante la condensación se libera mucho calor. Este calor latente es la principal fuente de energía en la atmósfera.

### Ciclos bioquímicos

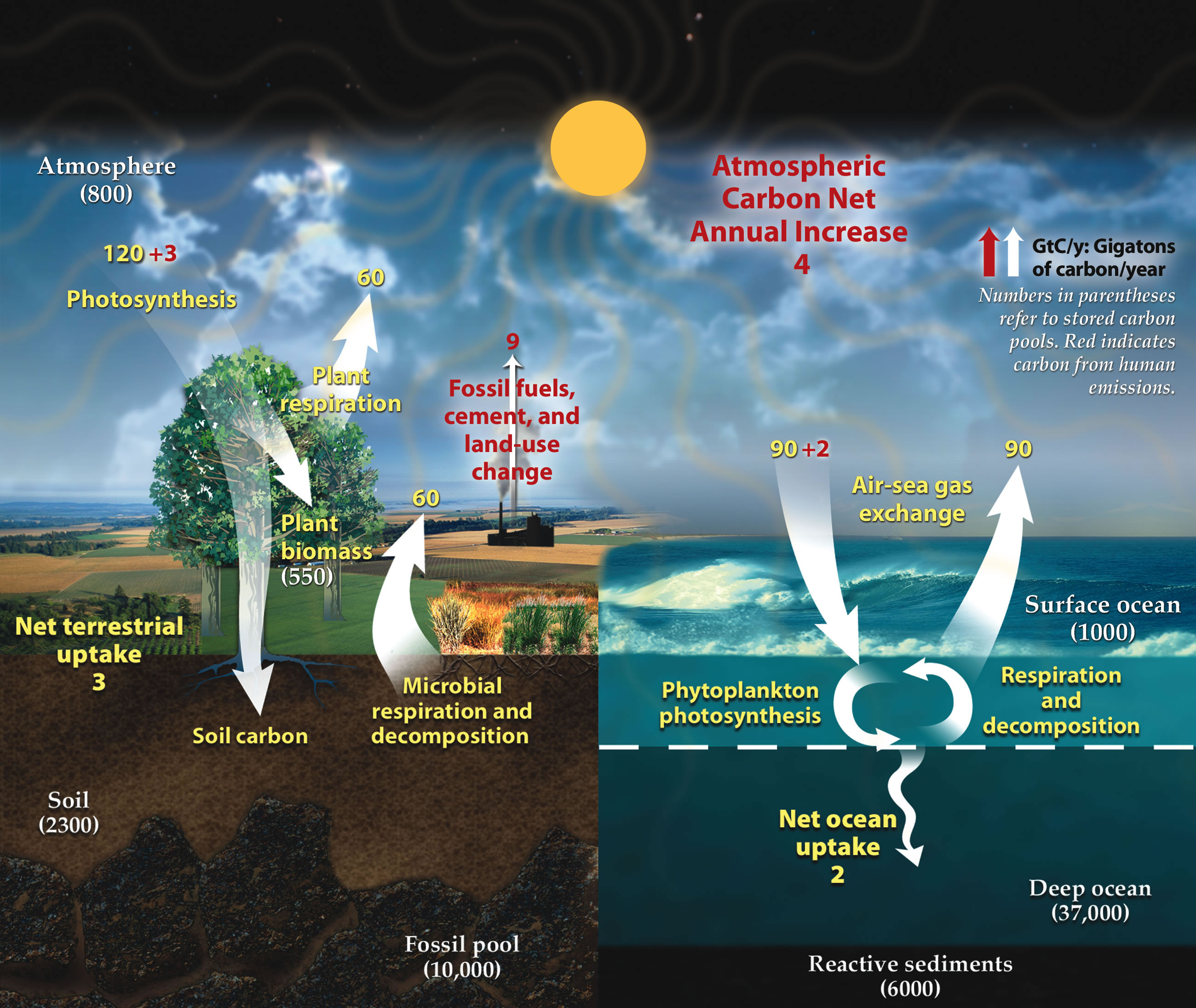
El carbono se transporta constantemente entre los diferentes elementos del sistema climático: fijado por los seres vivos y transportado a través del océano y la atmósfera.

Los elementos químicos, vitales para la vida, circulan constantemente a través de los diferentes componentes del sistema climático. El ciclo del carbono es particularmente importante para el clima, ya que determina las concentraciones de dos importantes gases de efecto invernadero en la atmósfera: CO2 y metano. En la parte rápida del ciclo del carbono, las plantas absorben dióxido de carbono de la atmósfera mediante la fotosíntesis; esto es reemitido más tarde por la respiración de los seres vivos. Como parte del ciclo lento del carbono, los volcanes liberan CO2  al desgasificarse, liberando dióxido de carbono de la corteza y el manto de la Tierra. Como el CO2 en la atmósfera hace que la lluvia sea un poco ácida, esta lluvia puede disolver lentamente algunas rocas, un proceso conocido como meteorización. Los minerales que se liberan de esta manera, transportados al mar, son utilizados por seres vivos cuyos restos pueden formar rocas sedimentarias, devolviendo el carbono a la litosfera.
El ciclo del nitrógeno describe el flujo de nitrógeno activo. Como el nitrógeno atmosférico es inerte, los microorganismos primero tienen que convertirlo en un compuesto de nitrógeno activo en un proceso llamado fijación de nitrógeno, antes de que pueda usarse como un elemento dentro de la biósfera. Las actividades humanas juegan un papel importante en los ciclos del carbono y del nitrógeno: la quema de combustibles fósiles ha desplazado el carbono de la litosfera a la atmósfera y el uso de fertilizantes ha aumentado enormemente la cantidad de nitrógeno fijo disponible.

## Cambios dentro del sistema climático
El clima varía constantemente, en escalas de tiempo que van desde las estaciones hasta la vida útil de la Tierra. Los cambios causados por los propios componentes y la dinámica del sistema se denominan variabilidad climática interna. El sistema también puede experimentar un forzamiento externo de fenómenos fuera del sistema (por ejemplo, un cambio en la órbita de la Tierra). Los cambios más prolongados, generalmente definidos como cambios que persisten durante al menos 30 años, se denominan cambios climáticos, aunque esta frase también se utiliza generalmente para referirse al cambio climático global actual. Cuando el clima cambia, los efectos pueden acumularse entre sí, en cascada a través de las otras partes del sistema en una serie de retroalimentaciones climáticas (por ejemplo, la retroalimentación hielo-albedo), produciendo muchos efectos diferentes (por ejemplo, un aumento en el nivel del mar).

### Variabilidad interna

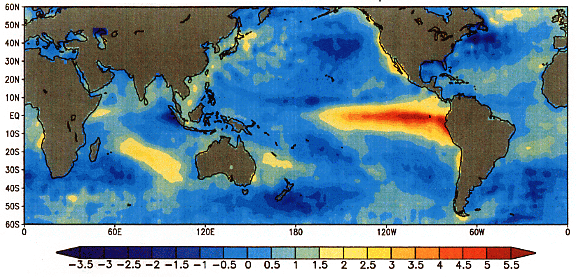
Diferencia entre la temperatura normal de la superficie del mar en diciembre [°C] y las temperaturas durante el evento de El Niño de 1997-1998. El Niño generalmente trae un clima más húmedo a toda América del Sur y partes de América del Norte.

Los componentes del sistema climático varían continuamente, incluso sin empujes externos (forzamiento externo). Un ejemplo en la atmósfera es la Oscilación del Atlántico Norte, que opera como un balancín de presión atmosférica. Las Azores portuguesas suelen tener una presión alta, mientras que a menudo hay una presión más baja sobre Islandia. La diferencia de presión oscila y esto afecta los patrones climáticos en la región del Atlántico Norte hasta Eurasia central. Por ejemplo, el clima en Groenlandia y Canadá es frío y seco durante una NAO positiva. Las diferentes fases de la oscilación del Atlántico Norte pueden mantenerse durante varias décadas.
El océano y la atmósfera también pueden trabajar juntos para generar espontáneamente una variabilidad climática interna que puede persistir durante años o décadas a la vez. Ejemplos de este tipo de variabilidad incluyen El Niño-Oscilación del Sur, la Oscilación decenal del Pacífico y la Oscilación Multidecadal del Atlántico. Estas variaciones pueden afectar la temperatura media global de la superficie al redistribuir el calor entre las profundidades del océano y la atmósfera; sino también alterando la distribución de las nubes, el vapor de agua o el hielo marino, lo que puede afectar el balance energético total de la Tierra.
Los aspectos oceánicos de estas oscilaciones pueden generar variabilidad en escalas de tiempo centenarias debido a que el océano tiene cientos de veces más masa que la atmósfera y, por lo tanto, una inercia térmica muy alta. Por ejemplo, las alteraciones de los procesos oceánicos, como la circulación termohalina, juegan un papel clave en la redistribución del calor en los océanos del mundo. Comprender la variabilidad interna ayudó a los científicos a atribuir el cambio climático reciente a los gases de efecto invernadero.

### Forzamiento externo del clima
En escalas de tiempo largas, el clima está determinado principalmente por la cantidad de energía que hay en el sistema y hacia dónde va. Cuando cambia el balance de energía de la Tierra, el clima lo sigue. Un cambio en el balance de energía se llama forzamiento, y cuando el cambio es causado por algo fuera de los cinco componentes del sistema climático, se llama forzamiento externo. Los volcanes, por ejemplo, son el resultado de procesos profundos dentro de la tierra que no se consideran parte del sistema climático. Los cambios fuera del planeta, como la variación solar y los asteroides entrantes, también son "externos" a los cinco componentes del sistema climático, al igual que las acciones humanas.

#### Luz solar entrante
El Sol es la fuente predominante de entrada de energía a la Tierra e impulsa la circulación atmosférica. La cantidad de energía proveniente del Sol varía en escalas de tiempo más cortas, incluido el ciclo solar de once años y escalas de tiempo más largas. Si bien el ciclo solar es demasiado pequeño para calentar y enfriar directamente la superficie de la Tierra, influye directamente en una capa superior de la atmósfera, la estratosfera, que puede tener un efecto en la atmósfera cercana a la superficie.
Ligeras variaciones en el movimiento de la Tierra pueden causar grandes cambios en la distribución estacional de la luz solar que llega a la superficie de la Tierra y en cómo se distribuye en todo el mundo, aunque no en la luz solar promedio global y anual. Los tres tipos de cambio cinemático son variaciones en la excentricidad de la Tierra, cambios en el ángulo de inclinación del eje de rotación de la Tierra y precesión del eje de la Tierra. Juntos, estos producen los ciclos de Milankovitch, que afectan el clima y se destacan por su correlación con los períodos glaciares e interglaciares.

#### Gases de efecto invernadero
Los gases de efecto invernadero atrapan el calor en la parte inferior de la atmósfera al absorber la radiación de onda larga. En el pasado de la Tierra, muchos procesos contribuyeron a variaciones en las concentraciones de gases de efecto invernadero. Actualmente, las emisiones de los seres humanos son la causa del aumento de las concentraciones de algunos gases de efecto invernadero, como el CO2, el metano y el óxido nitroso El contribuyente dominante al efecto invernadero es el vapor de agua (~ 50%), con nubes (~ 25%) y CO2 (~ 20%) también juegan un papel importante. Cuando las concentraciones de gases de efecto invernadero de larga duración como el CO2 aumentan y la temperatura aumenta, la cantidad de vapor de agua también aumenta, de modo que el vapor de agua y las nubes no se ven como forzamientos externos, sino como retroalimentaciones. La erosión de las rocas es un proceso muy lento que elimina el carbono de la atmósfera.

#### Aerosoles y vulcanismo
Las partículas líquidas y sólidas de la atmósfera, denominadas colectivamente aerosoles, tienen diversos efectos sobre el clima. Algunos dispersan principalmente la luz solar y, por lo tanto, enfrían el planeta, mientras que otros absorben la luz solar y calientan la atmósfera. Los efectos indirectos incluyen el hecho de que los aerosoles pueden actuar como núcleos de condensación de nubes, estimulando la formación de nubes. Las fuentes naturales de aerosoles incluyen el aerosol marino, el polvo mineral y los volcanes, pero los seres humanos también contribuyen ya que la combustión de combustibles fósiles libera aerosoles a la atmósfera. Los aerosoles contrarrestan parte de los efectos de calentamiento de los gases de efecto invernadero emitidos, pero solo hasta que vuelven a la superficie en unos pocos años o menos.

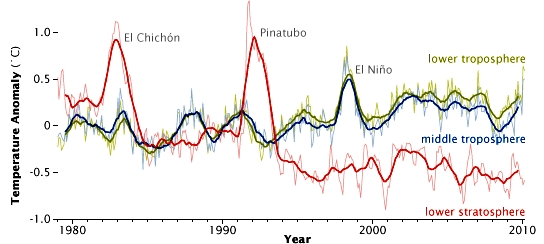
En la temperatura atmosférica de 1979 a 2010, determinada por los satélites de la NASA, aparecen efectos de los aerosoles liberados por las grandes erupciones volcánicas (El Chichón y Pinatubo). El Niño es un evento separado de la variabilidad oceánica.

Aunque los volcanes son técnicamente parte de la litosfera, que en sí misma es parte del sistema climático, el vulcanismo se define como un agente forzante externo. En promedio, solo hay varias erupciones volcánicas por siglo que influyen en el clima de la Tierra durante más de un año al expulsar toneladas de SO2 a la estratosfera. El dióxido de azufre se convierte químicamente en aerosoles que causan enfriamiento al bloquear una fracción de la luz solar en la superficie de la Tierra. Las pequeñas erupciones afectan la atmósfera solo sutilmente.

#### Cambio de uso del suelo
La deforestación u otros cambios en el uso humano de la tierra pueden afectar el clima. La reflectividad del área puede cambiar, haciendo que la región capture más o menos luz solar. Además, la vegetación interactúa con el ciclo hidrológico, por lo que las precipitaciones también se ven afectadas. Los incendios forestales y otras prácticas agrícolas como la tala y quema liberan gases de efecto invernadero a la atmósfera y  carbono negro, que oscurece la nieve y hace que sea más fácil de derretir.

### Respuestas y retroalimentaciones
Los diferentes elementos del sistema climático responden al forzamiento externo de diferentes formas. Una diferencia importante entre los componentes es la velocidad a la que reaccionan a un forzamiento. La atmósfera normalmente responde en un par de horas o semanas, mientras que el océano profundo y las capas de hielo tardan siglos o milenios en alcanzar un nuevo equilibrio.
La respuesta inicial de un componente a un forzamiento externo puede amortiguarse mediante retroalimentaciones negativas y mejorarse con retroalimentaciones positivas. Por ejemplo, una disminución significativa de la intensidad solar conduciría rápidamente a una disminución de la temperatura en la Tierra, lo que permitiría que se expandiera la capa de hielo y nieve. La nieve y el hielo adicionales tienen un albedo o reflectividad más alto y, por lo tanto, reflejan más radiación solar de regreso al espacio antes de que pueda ser absorbida por el sistema climático en su conjunto; esto, a su vez, hace que la Tierra se enfríe aún más.